# Türk Dil Kurumu
Il Türk Dil Kurumu o Organizzazione linguistica turca è un'organizzazione governativa della Turchia. Essa si occupa di regolare, sviluppare e studiare la lingua turca.

## Storia
L'Organizzazione linguistica turca venne fondata il 12 luglio 1932 da Mustafa Kemal Atatürk, il fondatore della repubblica, con il nome di Türk Dili Tetkik Cemiyeti.
Fra gli altri fondatori figurano Samih Rıfat, Ruşen Eşref, Celâl Sahir e Yakup Kadri, tutti professori di letteratura o deputati del governo turco. Il primo presidente dell'organizzazione fu Samih Rıfat. Il compito dell'allora Türk Dili Tetkik Cemiyeti era quello di "Dimostrare la bellezza e l'importanza della lingua turca, di aumentare il valore letterario di quest'ultima".
All'epoca Atatürk studiò le ricerche turche e straniere sulla lingua turca, oltretutto orientò gli intellettuali dell'epoca a fare ulteriori studi su di essa. L'organizzazione si occupò fino al 1935 di eliminare e sostituire le parole con radici straniere, al fine di migliorare la lingua turca.
Atatürk, poco prima di morire, espresse la volontà di lasciare tutto i suoi beni al Türk Dil Kurumu e a un'altra organizzazione che si occupava di ricercare la storia turca.

## Premi
L'Organizzazione linguistica turca si occupa ogni 26 settembre di assegnare alcuni premi, in diversi campi. L'assegnazione di questi premi avviene durante la festa della letteratura.
Qui sotto l'elenco di alcuni premi assegnati:
- Premi assegnati nel campo della scienza
  - 1955: Abdülhak Hamid Tarhan
  - 1959: Nermi Uygur
  - 1960: Hüseyin Batuhan
  - 1977: Emre Kongar
- Premi assegnati nel campo dell'arte
  - 1955: Cahit Külebi
  - 1964: Behçet Necatigil
  - 1969: Necati Cumalı
- Premi assegnati nel campo della letteratura
  - 1958: Oktay Akbal e Tahsin Yücel
  - 1960: Onal Kutlar
  - 1962: Nezihe Meriç
  - 1968: Kemal Tahir e Sanim Kocagöz
  - 1969: Orhan Kemal
  - 1971: Fakir Baykurt
  - 1977: Hulki Aktunç